# 1260

## Události
- 12. červenec – v bitvě u Kressenbrunnu porazil český král Přemysl Otakar II. uherského krále Bélu IV.
- 13. červenec – v bitvě u Durbe porazila vojska litevského kmene Žmuďanů spojené síly Německého a Livonského řádu
- 3. září – egyptské vojsko porazilo v bitvě u Ajn Džalútu Mongoly.
- 4. září – Sienští ghibellini s pomocí Manfréda Sicilského rozdrtili florentské guelfy v bitvě u Montaperti.
- 6. říjen – papež Alexandr IV. přiznal levobočkům Přemysla Otakara II. legitimitu, ale bez nároku na královskou korunu
- byla dostavěna Bazilika svatého Prokopa při třebíčském klášteru
- první písemná zmínka o městě Trutnov

## Narození
- ? – Anežka Francouzská, burgundská vévodkyně a regentka, dcera krále Ludvíka IX. a Markéty Provensálské († 19. prosince 1325)
- ? – Helvig Holštýnská, švédská královna jako manželka Magnuse III. († 1324)
- ? – Mistr Eckhart, německý teolog a filozof († 1327)
- ? – Beatrix Sicilská, italská šlechtična a markraběnka ze Saluzza z dynastie Štaufů († 1307)
- ? – Bernard Délicieux, francouzský františkánský mnich († kolem 1319)
- ? – Mistr Eckhart, německý teolog, filozof a dominikán († 1327)
- ? – Johana z Lusignanu, francouzská šlechtična († 13. dubna 1323)

pravděpodobně narození
- Fra Dolcino, italský náboženský vůdce († 1. června 1307) – druhou variantou je narození v roce 1250

## Úmrtí
Česko
- ? – Bavor I. ze Strakonic, český šlechtic (* ?)

Svět
- 1. ledna – Hugolin z Gualdo Cattaneo, italský augustiniánský poustevník, blahoslavený (* ? 1200)
- 24. února – Irmengarda Brunšvická, německá šlechtična a bádenská a veronská markraběnka (* 1200)
- 26. března – Alfons Aragonský, aragonský infant (* 1228)
- 1. října – Marie z Lusignanu, francouzská šlechtična a hraběnka z Eu (* 1223)
- ? – Marie Brabantská, císařovna jako manželka Oty IV. (* 1190)
- ? – Jan z Brienne, francouzský šlechtic a hrabě z Brienne (* 1235)
- ? – Ibn al-Abbár, maurský úředník, spisovatel a učenec ve službách Hafsidů (* 1199)

## Hlava státu
- České království – Přemysl Otakar II.
- Svatá říše římská – Richard Cornwallský – Alfons X. Kastilský
- Papež – Alexandr IV.
- Anglické království – Jindřich III. Plantagenet
- Francouzské království – Ludvík IX.
- Polské knížectví – Boleslav V. Stydlivý
- Uherské království – Béla IV.
- Aragonské království – Jakub I. Dobyvatel
- Portugalské království – Alfons III.
- Latinské císařství – Balduin II.
- Nikájské císařství – Jan IV. Dukas Laskaris a Michael VIII. Palaiologos (regent)